# Mermessus denticulatus
Mermessus denticulatus là một loài nhện trong họ Linyphiidae.
Loài này thuộc chi Mermessus. Mermessus denticulatus được Richard C. Banks miêu tả năm 1898.